# Розенфельдер, Макс
Максимилиан Розенфельдер (нем. Maximilian Rosenfelder; род. 10 февраля 2003, Фрайбург-им-Брайсгау) — немецкий футболист, защитник клуба «Фрайбург».

## Карьера
Розенфеильдер — воспитанник клуба «Фрайбург». В 2021 году игрок дебютировал за дублирующий состав клуба. 24 августа 2024 года в матче против «Штутгарта» он дебютировал в Бундеслиге. 26 апреля 2025 года в поединке против «Вольфсбурга» Макс забил свой первый года за «Фрайбург».